# Lost Boys Toernooi
Het Lost Boys Toernooi was een prestigieus schaaktoernooi dat tussen 1993 en 2002 tien maal is gehouden. De eerste zeven edities vonden plaats in Antwerpen. Vanaf 2000 was de locatie Amsterdam. Het toernooi draagt de naam van haar sponsor, Lost Boys.

## Geschiedenis
De eerste editie van het toernooi werd gehouden in de Stadsschouwburg te Antwerpen met Volmac als hoofdsponsor. Het toernooi heette toen officieel het Volmac-schaaktoernooi. Er waren twee groepen: Een open groep, en een grootmeestergroep. Nederlander Jeroen Piket en Victor Kortsjnoj wonnen de eerste editie.
Het toernooi viel destijds zo goed in de smaak, dat Piket opriep om het toernooi een jaarlijks terugkerend evenement te maken. Lost Boys, een jong Amsterdams bedrijf dat CDI-systemen ontwikkelt, werd gevonden als nieuwe sponsor. De vereniging “Schaken in Antwerpen Stimuleren” werd opgericht, die de organisatie op zich nam. Zo werd het Lost Boys Toernooi geboren.
Het Lost Boys Toernooi was jarenlang het hoogtepunt van het Belgische schaakleven. Het toernooi trok tal van speler met internationale allure, waaronder diverse grootmeesters.
In 1999 besloot het toernooi te verhuizen naar Amsterdam. Reden daarvoor was dat de sponsor Lost Boys haar hoofdkantoor had aan een Amsterdamse gracht. Voor Amsterdam was dat een welkome verrassing, aangezien na het verdwijnen van de Donner Memorial en het VSB-toernooi (beiden in 1996) er geen prestigieuze schaaktoernooien meer werden gehouden in de Nederlandse hoofdstad.
De editie van 1999 was nog een overgangseditie. Het hoofdtoernooi werd zoals gebruikelijk in Antwerpen verspeeld; de Kroongroep speelde een paar dagen later in de Amsterdamse Vondelkerk.
In Amsterdam werd in 2000 gespeeld in De Appel, een jaar later verhuisde het toernooi naar Sporthal De Pijp.
Na de tiende editie in 2002 besloot de sponsor zich terug te trekken. Omdat geen nieuwe sponsor gevonden kon worden, verdween het toernooi.

## Lijst van winnaars
| #  | Jaar | Locatie                                            | Winnaar Open (A Groep)                    | Winnaar Kroongroep              |
| -- | ---- | -------------------------------------------------- | ----------------------------------------- | ------------------------------- |
| 1  | 1993 | Antwerpen, Stadsschouwburg                         | Peter Wells, Lembit Oll, Igor Novikov     | Jeroen Piket en Victor Korchnoi |
| 2  | 1994 | Antwerpen, Zuiderpershuis                          | Paul van der Sterren                      |                                 |
| 3  | 1995 | Antwerpen, Zuiderpershuis                          | Ivan Sokolov, Igor Novikov                |                                 |
| 4  | 1996 | Antwerpen, Zuiderpershuis                          | Loek van Wely, Jeroen Piket, Rongguang Ye |                                 |
| 5  | 1997 | Antwerpen, Zuiderpershuis                          | Mikhail Gurevich                          | Veselin Topalov                 |
| 6  | 1998 | Antwerpen, Zuiderpershuis                          | Hannes Stefánsson                         |                                 |
| 7  | 1999 | Antwerpen, Zuiderpershuis en Amsterdam, Vondelkerk | Boris Avrukh                              | Ivan Sokolov                    |
| 8  | 2000 | Amsterdam, De Appel                                | Loek van Wely                             |                                 |
| 9  | 2001 | Amsterdam, Sporthal De Pijp                        | Loek van Wely                             |                                 |
| 10 | 2002 | Amsterdam, Sporthal De Pijp                        | Loek van Wely                             |                                 |